# Lairissa

Irissa, dans le Val d'Aran

Lairissa ou  Irissa est une subdivision traditionnelle du Val d'Aran, (Catalogne, Espagne) utilisée comme circonscription territoriale pour les élections au Conseil Général d'Aran. Il comprend les communes d'Arrhes, Se Bòrdes et Vilamòs.
C'est durant le XVIe siècle, que cette subdivision de la vallée en 6 terçons (et non plus originellement en "tiers") est apparue. Depuis la restauration de la structure administrative traditionnelle du Val d'Aran en 1990, Lairissa choisit 1 des 13 conseillers du Conseil Général d'Aran